# SJS C
Die Dampflokomotiven der Reihe SJS C der dänischen Bahngesellschaft Det Sjællandske Jernbaneselskab (SJS) hatten die Achsfolge B1’ und waren für die Beförderung von Schnellzügen vorgesehen.
Die SJS und die Jysk-Fyenske Jernbaner blieben mit eigenen Organisationen unter staatlicher Regie bis zur 1892 erfolgten endgültigen Verschmelzung der maschinentechnische Abteilungen der 1885 gegründeten Danske Statsbaner (DSB). Nach dem Übergang der SJS in die DSB wurden die Lokomotiven als DSB CS eingeordnet.

## Geschichte
In den 1870er-Jahren kamen die ersten zweifach gekuppelten Schnellzuglokomotiven zu den dänischen Eisenbahnen. Als eine der ersten erhielten die Jysk-Fyenske Jernbaner (JFJ) 1868 mit ihrer Reihe H Lokomotiven der Achsfolge B1’ sowie von Hawthorn vier 1’B-Lokomotiven der späteren Reihe DSB C (I). Die SJS bekamen sechs Lokomotiven der Reihe D mit derselben Achsfolge von Beyer-Peacock, später lieferte die Maschinenfabrik Esslingen 12 Lokomotiven der Reihe C mit der Achsfolge B1’.
Die Nordvestbane der SJS von Roskilde über Holbæk nach Kalundborg wurde am 30. Dezember 1874 eröffnet. Ein Jahr später erhielt die SJS für den Betrieb auf dieser Strecke die ersten sieben Lokomotiven der Reihe C, die, wie in den Anfangsjahren der Gesellschaft üblich, mit Namen versehen wurden: Fenris, Saga, Askur, Embla, Norne, Urda und Gylfe (C 9, C 14, C 41–C 45). 1876 folgten Gere und Freke (C 46 und C 47) sowie 1877 Thor, Baldur und Odin (C 6, C 8 und C 48). Die Reihenfolge innerhalb der Baureihe wurde nicht nach dem Baujahr vergeben. Der Hersteller der gesamten Serie war die Maschinenfabrik Esslingen in Deutschland.
Sie waren mit dem zweiachsige Tender ausgestattet, der in Dänemark die Baureihenbezeichnung „C“ hatte.
Die Reihenbezeichnung C hatte die SJS vor der Indienststellung der neuen Lokomotiven bereits an die Crampton-Lokomotiven der Reihen Skirner und H. C. Ørsted vergeben, 1875 wurden diese in die Reihe B umgezeichnet.

## Technische Details
Die Maschinen wiesen konstruktive Ähnlichkeiten mit bereits vorhandenen SJS-Reihen auf: Der Kessel entsprach dem der SJS D, die Treib- und Kuppelräder denen der SJS E.
Die Kessel der ersten Maschinen hatten eine erhöhte Feuerbüchse. Der Übergang zum Stehkessel wurde bei den ersten sieben Lokomotiven offen ausgeführt und bei den weiteren fünf Lokomotiven durch ein kurze, konische Verbindung gebildet, wie sie später in den von der Maschinenfabrik Esslingen gebauten Baureihen A und B (I) Verwendung fand. Die Schraubenbremse des Tenders wurde in den 1880er Jahren durch eine auf Lok und Tender wirkende Saugluftbremse ergänzt. Das schräge Führerhausdach hatte eine Verlängerung nach hinten, wodurch das Personal bei Regen besser geschützt war.
In den späten 1890er Jahren wurden Überlegungen getroffen, die Kessel zu tauschen. Drei Lokomotiven wurden ausgemustert, die anderen neun mit einem modernen Langkessel sowie einer Feuerbüchse in Normallage ausgestattet. Dadurch konnte der Druck von neun auf zehn kg/cm² erhöht werden. Der Dampfdom wurde auf den Langkessel verlegt und ein Salter-Sicherheitsventil eingebaut. Am Schornstein wurde der Kragen entfernt und das Führerhaus völlig geschlossen. Dessen Dach war nun nur leicht geschwungen nicht nach vorne geneigt. Zur gleichen Zeit wurde die Bremse von einer einfachen in eine automatische Saugluftbremse umgebaut.
Die ersten neun Lokomotiven erhielten ab Werk neue Tender, bei den restlichen drei Maschinen wurden gebrauchte Tender verwendet, die nach der Ausmusterung der Baureihen Thor und Roeskilde zur Verfügung standen.

## DSB CS
1885 wurden die Lokomotiven nach der Gründung von Danske Statsbaner übernommen. Die Einsortierung in das Baureihenschema mit der Baureihe CS erfolgte erst nach dem Zusammenschluss der bis 1893 selbstständigen maschinentechnischen Abteilungen der Vorgängergesellschaften, wobei das S für die ursprüngliche Sjællandske Jernbaneselskab steht. Die Nummerierung erfolgte wiederum nicht chronologisch nach dem Baujahr: C 6 wurde CS 249, die weitere Nummernvergabe ist C 8, C 9, C 14, C 41 bis C 48 als CS 238 bis CS 248.

## Einsätze
Zuerst waren die Lokomotiven auf der Nordvestbane der SJS im Dienst. Später übernahmen sie Leistungen auf der Nordbane (Kopenhagen–Hillerød–Helsingør). Zwischen 1901 und 1907 waren sie auf der Frederikssundbane (Frederiksberg–Vanløse–Frederikssund) zu sehen. Eine Lokomotive wurde zwischen 1910 und 1914 nach Falster abgegeben. Um 1910 kamen die restlichen vorhandenen sieben Lokomotiven nach Jütland und fuhren Züge auf den Strecken Bramming–Vedsted bis 1915 und Langå–Silkeborg bis 1920. Nach der Änderung der deutsch-dänischen Grenze als Folge der Volksabstimmung in Schleswig 1920 waren die Abschnitte Skanderborg–Skjern, Vejle–Bramming, Tønder–Tinglev und Tønder–Højer ihr Einsatzgebiet.

## Besonderes
Am 11. Juli 1897 fuhr CS 245 mit einem Schnellzug im Bahnhof Gentofte auf einen stehenden Personenzug auf. Dabei starben 40 Personen, 140 wurden verletzt.

## Verbleib der Lokomotiven

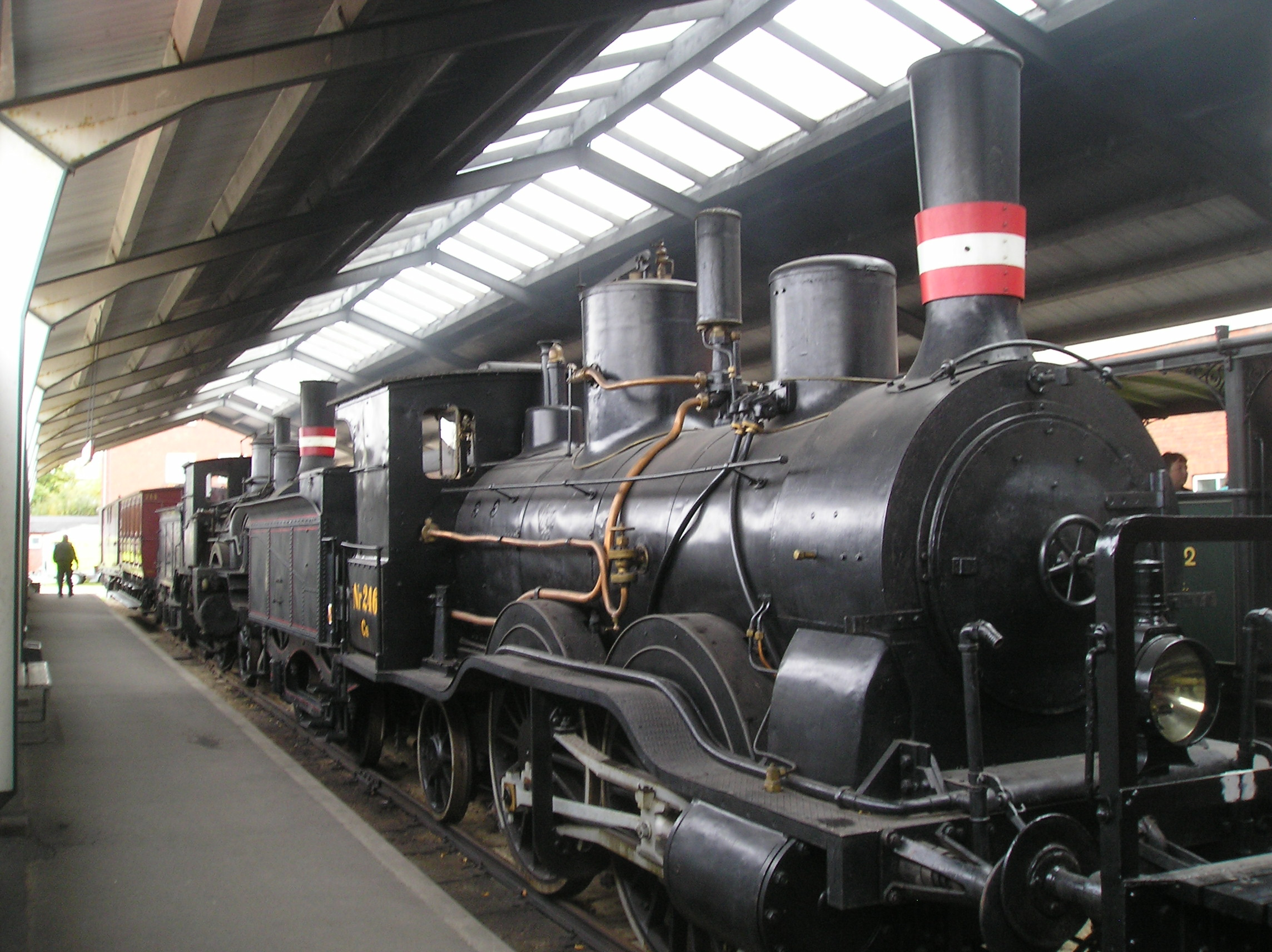
CS 246 im Dänischen Eisenbahnmuseum Odense, 2007

Als erste Lokomotive wurde CS 238 1898 ausgemustert. Es folgten CS 247 1900 und CS 248 1901. Alle anderen bekamen zwischen 1894 und 1897 neue Kessel, wobei CS 239 zudem eine neue Kupferfeuerbüchse und CS 242 eine neue Stahlfeuerbüchse erhielt.
Die nächste Ausmusterung erfolgte 1906 mit der CS 244. Der Rest der Baureihe war noch länger im Einsatz. Erst 1925 begannen weitere Abstellungen, die 1934 mit der letzten Lok, der CS 246 abgeschlossen wurde. Diese wurde dem Dänischen Eisenbahnmuseum übergeben. Sie wurde an mehreren Orten ausgestellt, darunter im Museumsgebäude in Odense, in Viborg und in Randers.
Der Tender der CS 244 wurde nach der Ausmusterung der Lokomotive von DSB ab 1906 als Bahndienstfahrzeug verwendet und erhielt nach einem Umbau in der Centralværkstedet København die Bezeichnung Vandvogn Nr. 244 (deutsch Wasserwagen) mit 11.500 Litern Fassungsvermögen. Der Wagen wurde auf Masnedø stationiert und diente dazu, Dampffähren mit Kesselspeisewasser zu versorgen. 1928 wurde er in Vandvogn Nr. 5 umgezeichnet, kam 1938 nach Slagelse, 1942 nach Korsør und wurde 1942 ausgemustert.
Der dreiachsige Tender der CS 247 wurde nach der Ausmusterung der Lokomotive zum Brovægtsprøvevogn Nr. 3 (deutsch Brückengewichtsprüfwagen) umgebaut, mit Eisenschrott als Ballast gefüllt und mit einem Dach versehen. In Nyborg stationiert wurde er 1937 ausgemustert.

## Lokomotivliste
| SJS          | DSB    | Hersteller/ Fabriknummer | Baujahr | Beheimatungen | Anmerkungen |
| ------------ | ------ | ------------------------ | ------- | --- | --- |
| C 6 „Thor“   | CS 249 | Esslingen/1616           | 1877    | Distrikt 1 1896–1900, Kreis 1 1910, Kreis 2 1913, Kreis 4 1915, Struer 1916, Distrikt 3 1918–1929: Langå 1920, Brande 1921–1923                                                     | neuer Kessel 1897; 1927 abgestellt in Brande; 1929 Tender von CS 241. 1931 in Århus abgestellt, ausgemustert August 1931. |
| C 8 „Baldur“ | CS 238 | Esslingen/1617           | 1877    | Distrikt 1 1896 | 1898 ausgemustert und verschrottet |
| C 9 „Fenris“ | CS 239 | Esslingen/1416           | 1875    | Distrikt 1 1896, 1899–1900, Kreis 3 1910–1915, Langå 1916, Distrikt 3 1918–1926: Skanderborg 1920, Langå 1925 und 1927                                                              | neuer Kessel mit Kupferfeuerbüchse am 11. Dezember 1894; neuer Kessel 1898; ausgemustert am 28. April 1928; im April 1928 zur Verschrottung an Petersen & Albeck verkauft |
| C 14 „Saga“  | CS 240 | Esslingen/1417           | 1875    | Distrikt 1 1896, 1899–1900, Kreis 3 1910–1915, Langå 1916, Distrikt 3 1918–1925: Langå 1920 und 1923                                                                                | neuer Kessel 1894; 1925 für eine Sonderreparatur in der Centralværkstedet Aarhus (Cvk Ar) (deutsch Zentralwerkstatt) in Århus, aufgrund starker Abnutzung am 2. September 1925 ausgemustert und in der Cvk Ar verschrottet |
| C 41 „Askur“ | CS 241 | Esslingen/1418           | 1875    | Distrikt 1 1896, 1899–1900, Kreis 3 1910–1915, Langå 1916, Distrikt 3 1918–1929: Skanderborg 1920, Brande 1920–1922, Langå 1925 und 1927                                            | im September 1929 ausgemustert, von Petersen & Albeck 1929 verschrottet, Tender an CS 249 |
| C 42 „Embla“ | CS 242 | Esslingen/1419           | 1875    | Distrikt 1 1896, 1899–1900, Kreis 3 1910–1913, Kreis 4 1915, Brande 1916, Distrikt 3 1918–1925: Skanderborg 1920, Brande 1921–1922                                                  | neuer Kessel mit Stahlfeuerbüchse 1894/95, neuer Kessel 1897, 1925 in Silkeborg abgestellt, im Oktober 1925 für eine Sonderreparatur in der Cvk Ar, aufgrund starker Abnutzung am 26. Oktober ausgemustert und danach verschrottet |
| C 43 „Norne“ | CS 243 | Esslingen/1420           | 1875    | Distrikt 1 1896, 1899–1900, Kreis 1 1910, Kreis 2 1913, Kreis 4 1915, Brande 1916, Distrikt 3 1918–1926, Langå 1920 und 1923, Brande 1925 und 1927                                  | neuer Kessel 1894, 1928 im 3. Distrikt ohne Radreifen abgestellt, danach ausgemustert und in der Cvk Ar verschrottet |
| C 44 „Urda“  | CS 244 | Esslingen/1421           | 1875    | Distrikt 1 1896, 1899–1900 | neuer Kessel 1897, 1906 ausgemustert und Tender in Vandvogn 244 umgebaut |
| C 45 „Gylfe“ | CS 245 | Esslingen/1422           | 1875    | Distrikt 1 1896, 1899–1900, Kreis 1 1910, Kreis 2 1913, Kreis 4 1915, Brande 1916, Distrikt 3 1918–1926, Esbjerg 1925, Struer 1927                                                  | neuer Kessel 1894, 1897 Eisenbahnunfall von Gentofte, 1920 in der Cvk Ar, 1928 in Struer abgestellt, ausgemustert im Januar 1929, 1929 in der Cvk Ar verschrottet |
| C 46 „Gere“  | CS 246 | Esslingen/1500           | 1876    | Distrikt 1 1896, 1899–1900, Kreis 1 1910, Kreis 2 1913, Kreis 4 1915, Brande 1916, Distrikt 3 1918–1929, Skanderborg 1920, Brande 1921–1922, Skanderborg 1926–1927, Distrikt 2 1932 | kostete 43.000 Kronen; neuer Kessel 1894; am 5. Februar 1934 ausgemustert und dem Dänischen Eisenbahnmuseum übergeben, 1961–1962 und 1968–1974 in Struer, am 28. September 1974 mit dem Straßenroller nach Esbjerg zur Ausstellung, am 8. August 1975 zum 100-jährigen Streckenjubiläum am Ringkøbing torv aufgestellt, 1980 in Struer, dort am 7. November 1981 ausgebrannt, am 28. November 1981 nach Viborg, 1981–1990 in Viborg, 1993–1995 in Randers, 1999–2006 in Viborg, 2007–2009 in Odense ausgestellt, am 25. Januar 2011 mit Schwertransport nach Randers, 2011–2012 in Randers |
| C 47 „Freke“ | CS 247 | Esslingen/1501           | 1876    | Distrikt 1 1896–1899 | 1900 ausgemustert; Tender 1917 in Brovægtsprøvevogn 3 umgebaut |
| C 48 „Odin“  | CS 248 | Esslingen/1618           | 1877    | Distrikt 1 1896–1900 | 1901 ausgemustert |